# Fau de Verzy

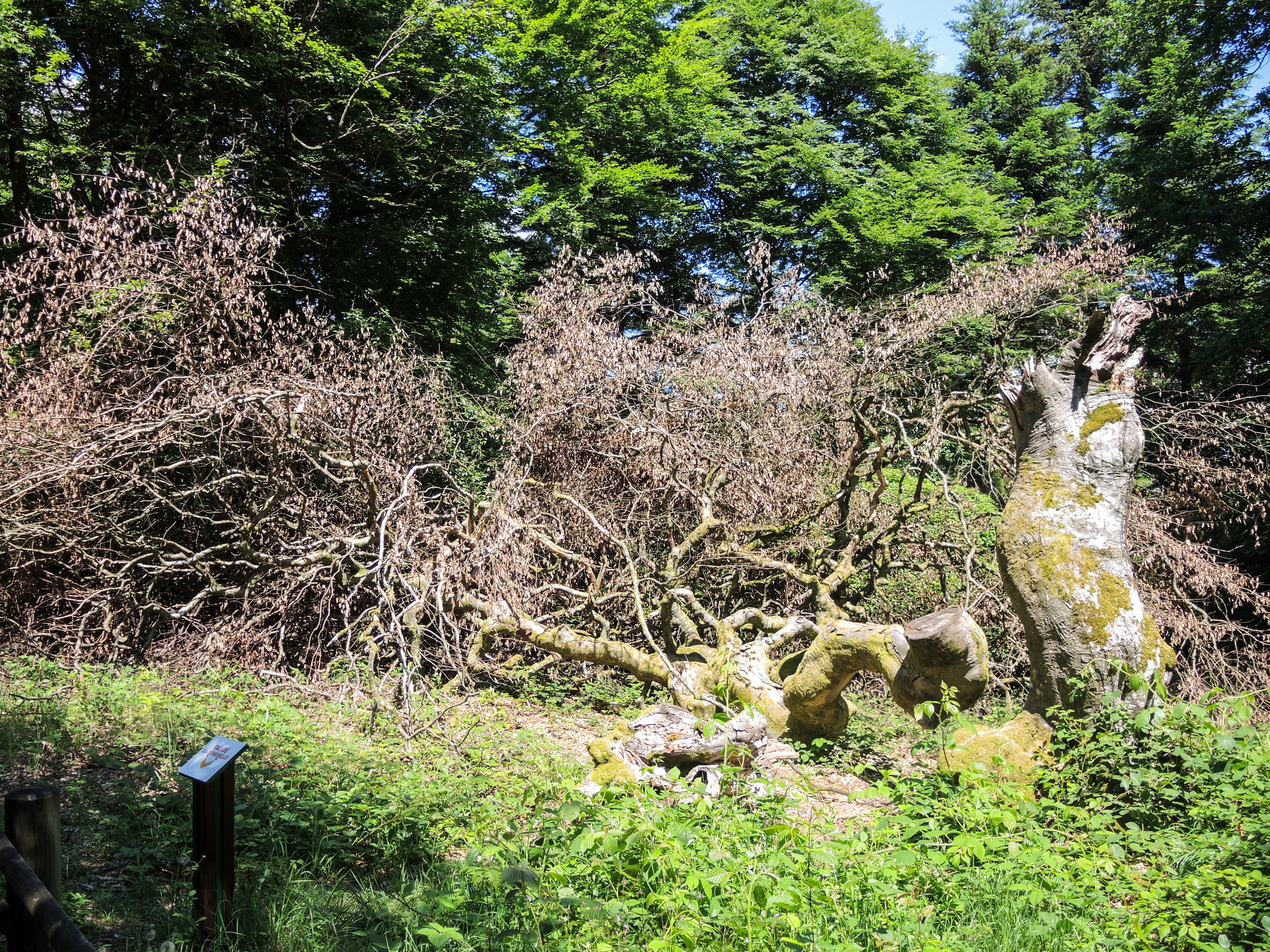
La mort de la Demoiselle. (Hêtre fau).

Un fau de Verzy (Fagus sylvatica var. tortuosa) est un hêtre tortillard qui pousse en forêt de Verzy près de Reims en France.

## Le fau
Le « fau » (pluriel : faux) désignait en ancien français l'arbre nommé, selon les régions et leur forêt, soit « fayard »  « faye » ou «foy» (d'origine latine), soit  « hêtre » (d'origine germanique), deux termes qui partagent une origine indo-européenne commune. Ou bien, par continuité celtique (peuple gaulois des Rèmes), avec l'irlandais "feá" .
Le fau ne dépasse pas quatre à cinq mètres de haut. En été, il étale ses feuilles en un parasol très dense, pouvant aller jusqu'à former une sorte d'igloo de feuilles. En hiver, son architecture « tourmentée » apparait : troncs et branches tordus, coudés, torsadés, branches terminales retombant jusqu'au sol.
Ces arbres donnent ainsi leur nom au site touristique des faux de Verzy, situé en France au nord-est de la montagne de Reims, au sud de Reims dans la Marne, où l'on trouve la plus grande concentration mondiale de hêtres tortillards, estimée à environ un millier d'individus.
Des individus croissent également en Allemagne (massif du Süntel à l'est du Weserbergland, entre nord-est de Hamelin et sud-ouest de Hanovre), en Suède (à Dalby, près de Malmö, comté de Scanie, vers la limite boréale de l'espèce), au Danemark, en Lorraine, etc. L'origine unique ou plurielle de ces peuplements est en question. Mais ils sont trop peu nombreux pour assurer leur pérennité comme dans une hêtraie. 

Ce n’est pas le cas des faux de Verzy, en particulier depuis qu'un sentier aménagé permet de les admirer, protégés par des barrières en rondins, sans que le piétinement leur soit nuisible. Une réserve clôturée permet de préserver une partie du peuplement.
Avec plus de 1 000 faux, la forêt domaniale de Verzy est la principale réserve mondiale de faux.
Les plus caractéristiques d'entre eux ont reçu un nom inspiré de leur forme singulière :
- le Fau parapluie,
- le Fau de la mariée,
- le Fau de la tête de bœuf,
- le Fau de la demoiselle (la légende raconte que Jeanne d’Arc vint faire une sieste dans cette forêt.[réf. nécessaire]).

Le site est classé au niveau national depuis 1932.

## Galerie photos

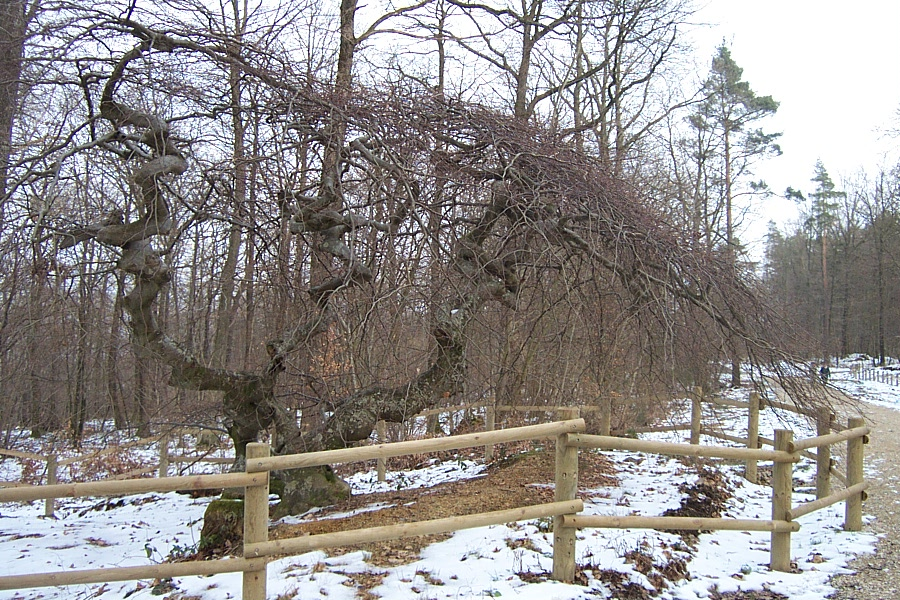
Un fau de Verzy.
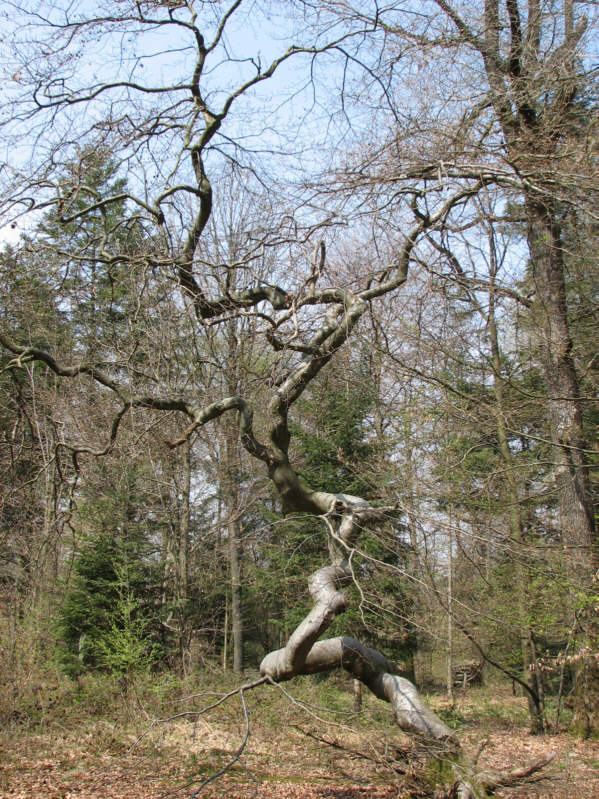
Un fau de Verzy
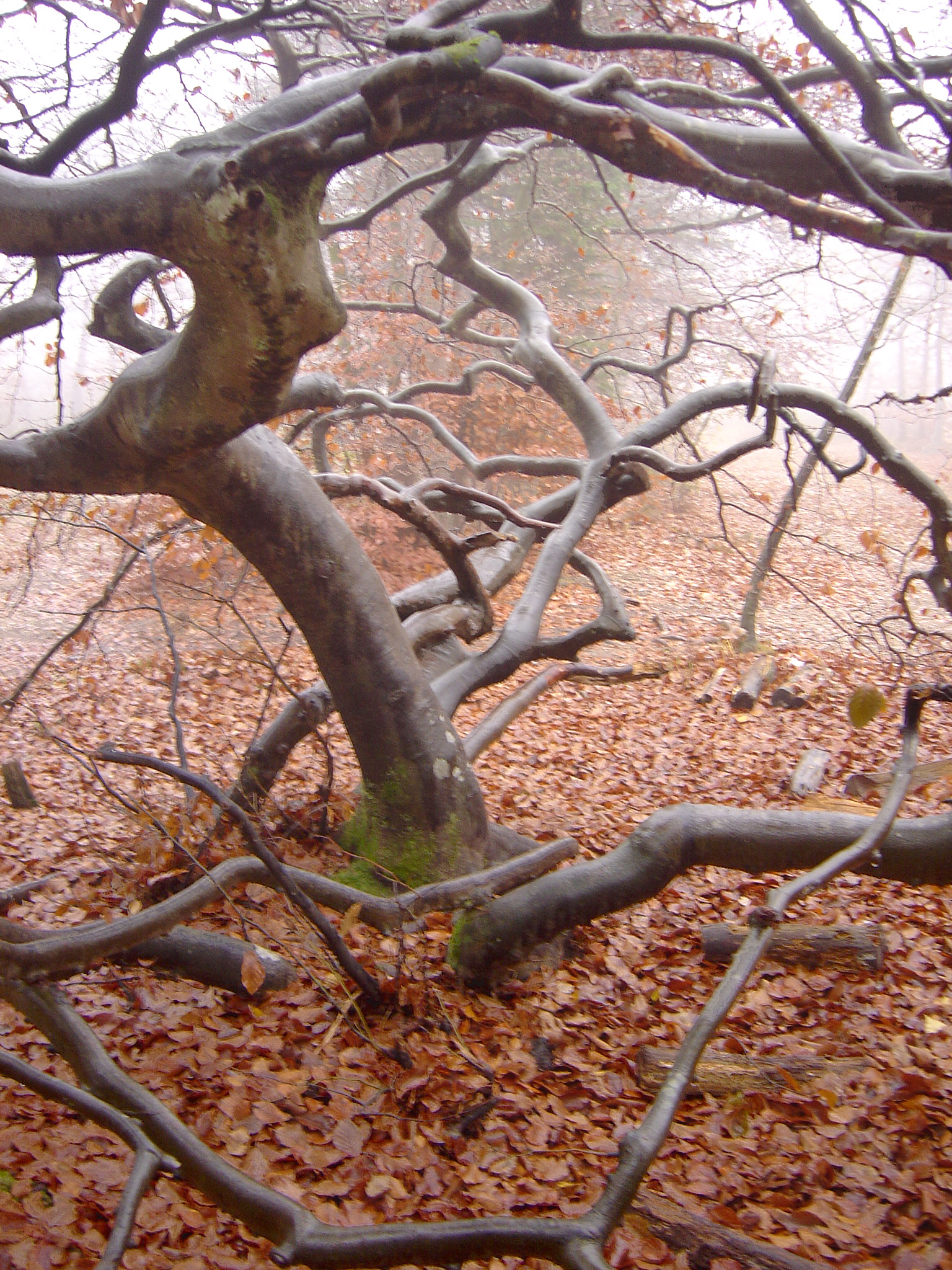
…en automne
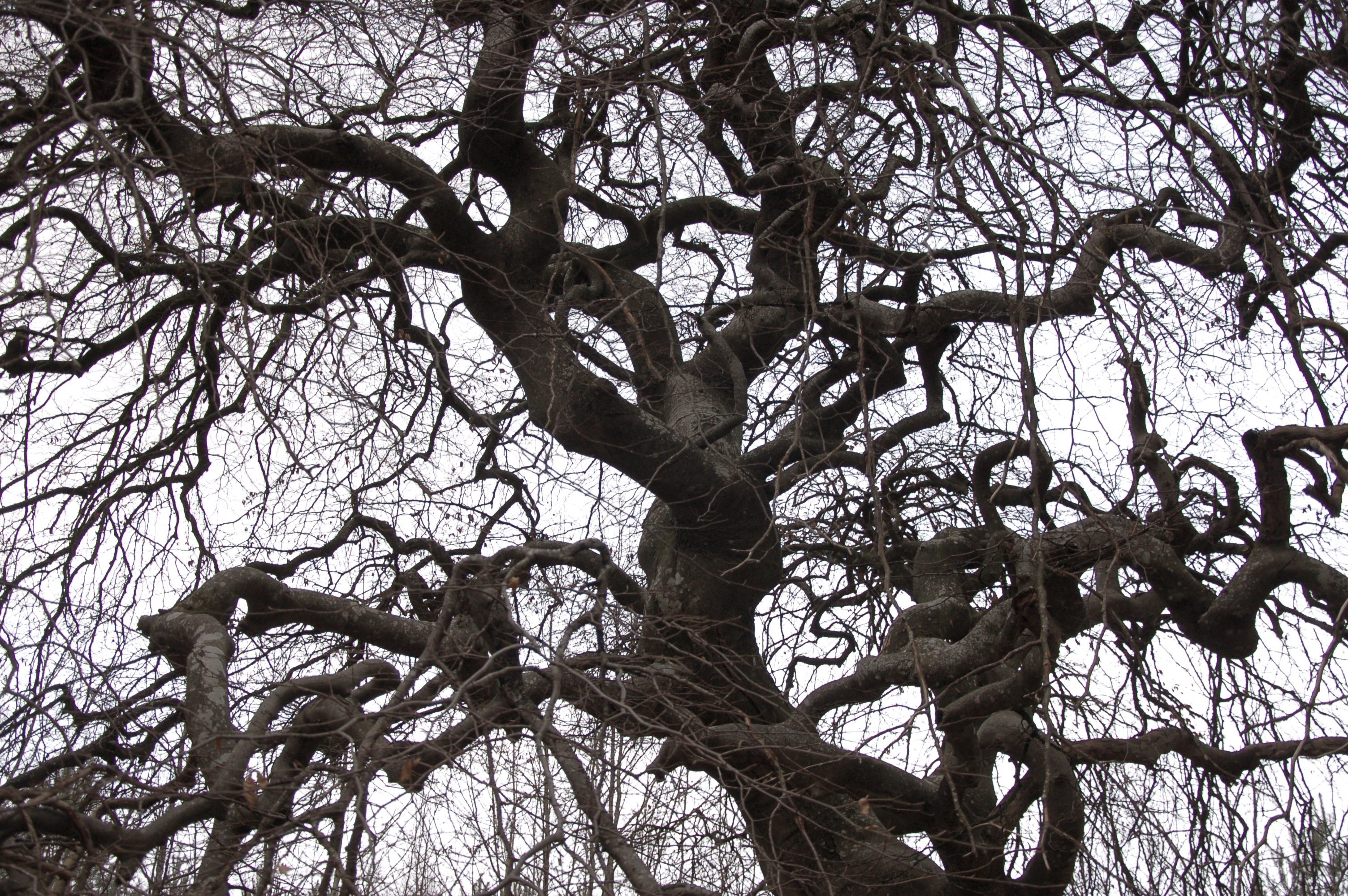
... en hiver.
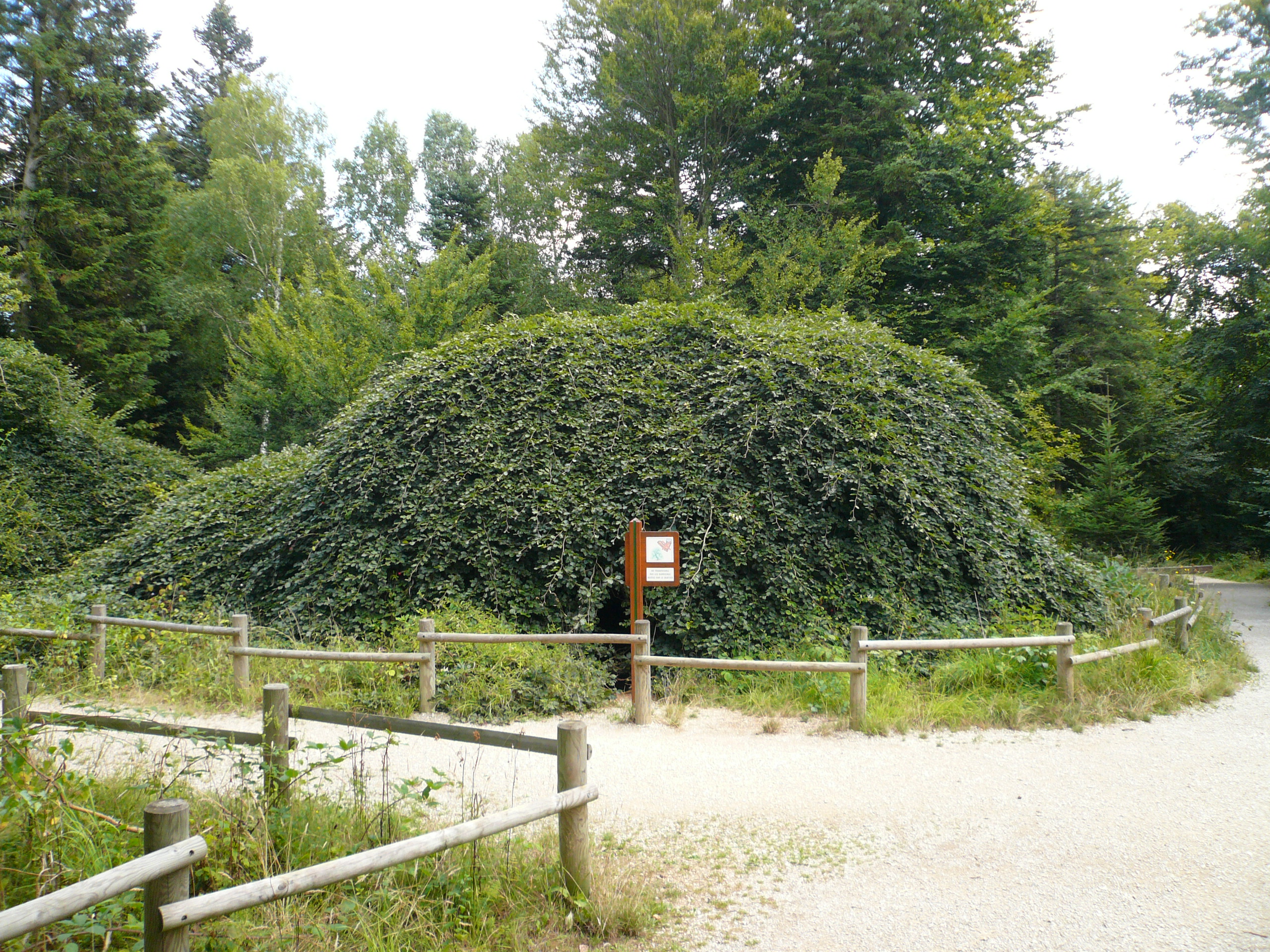
Un fau de Verzy en été.
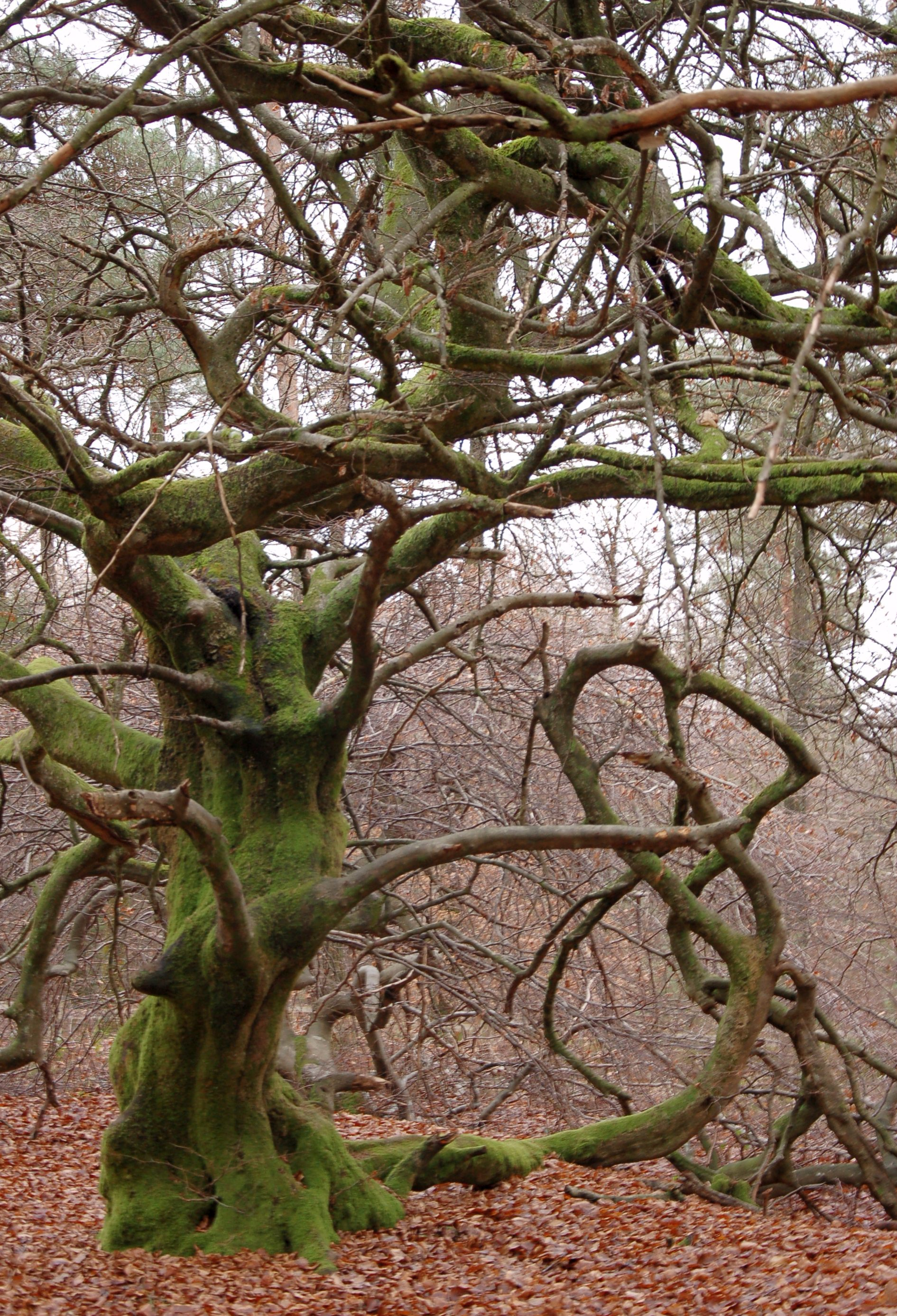
Joli hêtre tortillard.
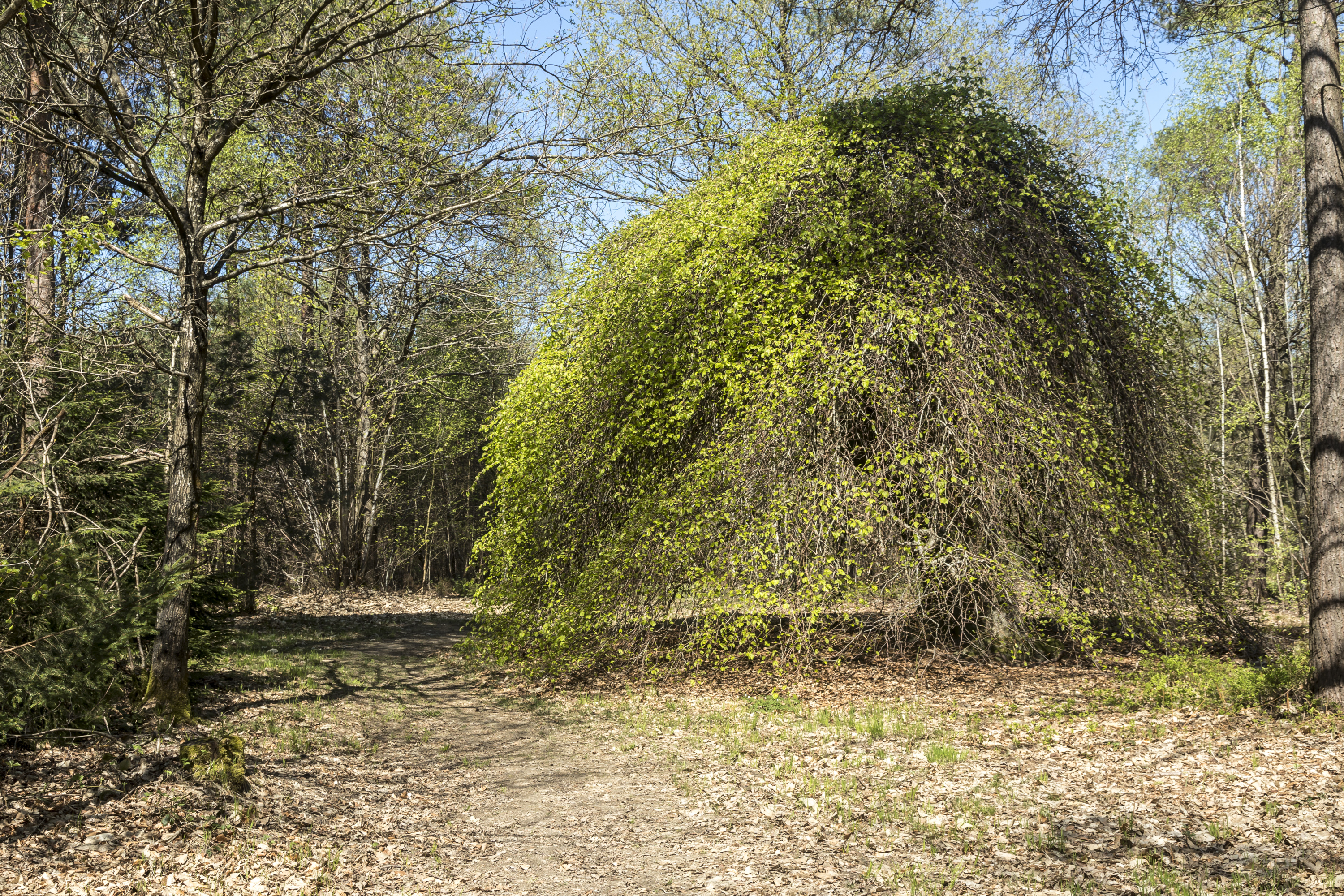
Un fau parapluie.
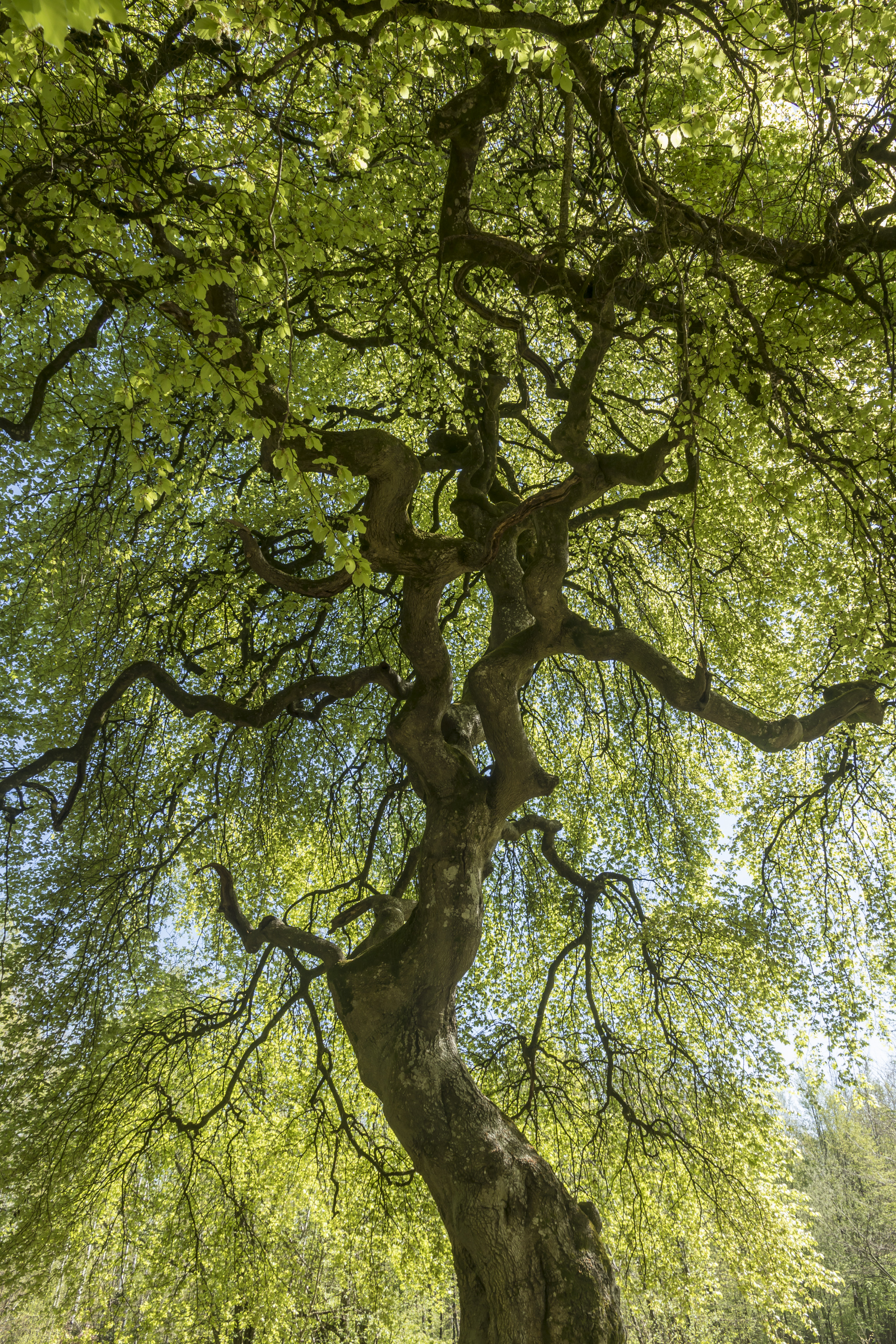
Sous un fau de Verzy.
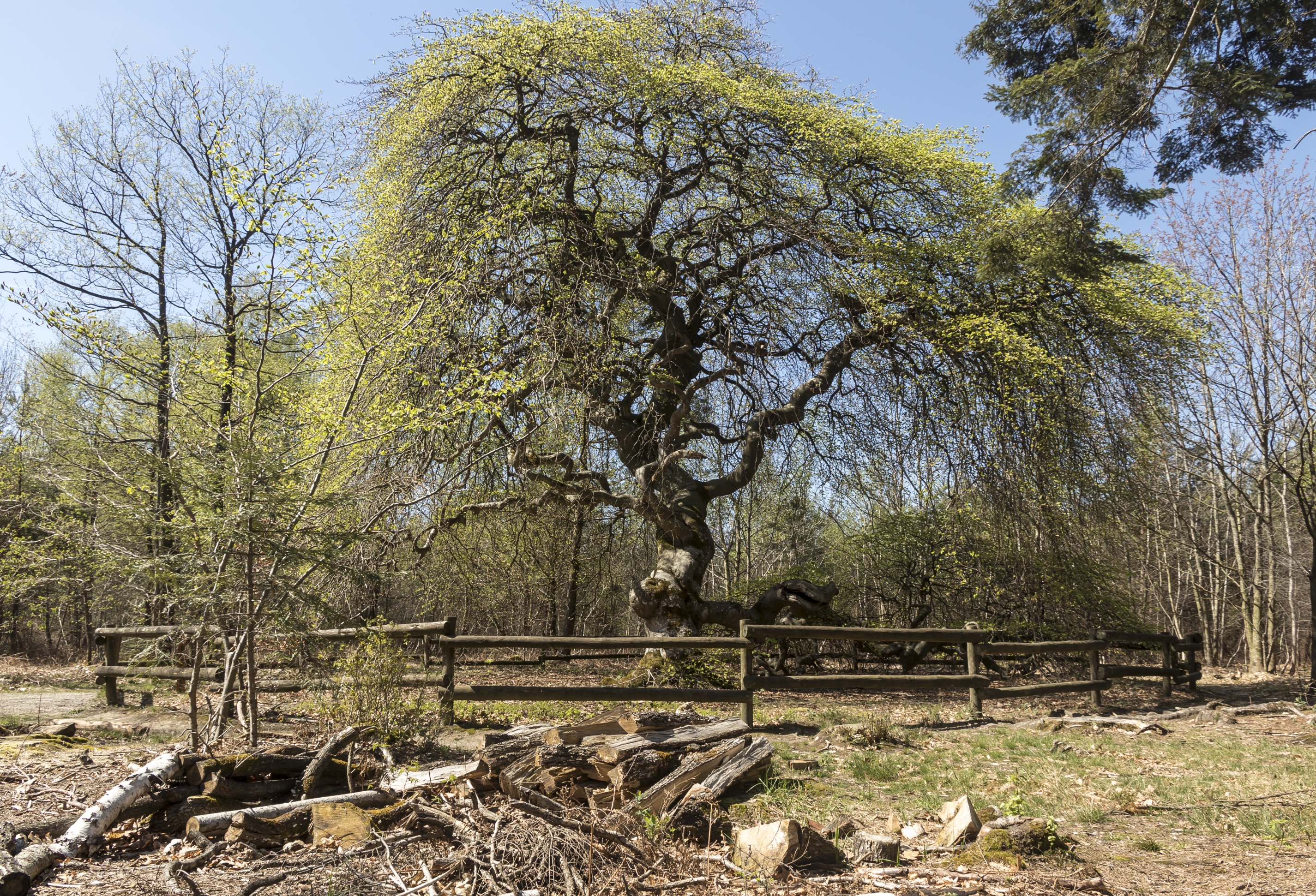
Le chêne tortillard de Verzy.

## Histoire
Une multitude de spéculations, des plus farfelues aux plus plausibles, souvent sans fondement scientifique, ont été proposées pour déterminer l'origine des faux.
Leur présence à Verzy est attestée dans les cartulaires de l'abbaye de Saint-Basle dès le VIe siècle.
Les moines les auraient multipliés par marcottes et transplantés en forêt pour faire un véritable « jardin botanique ». Ces grands voyageurs auraient, selon Y. Bernard, rapporté ici un précieux plant d'une région de l'est qu'ils évangélisaient.
Une légende invoque une punition divine contre les mécréants de Verzy, une autre la malédiction proférée par un moine de Saint-Basle.
Un hêtre tortillard nommé  l'« abre des Dames » (abre=arbre et Dames=fées) ou « Le Beau Mai » se trouvait au sud de Domrémy, déjà centenaire à l'époque de Jeanne d'Arc ; il était vénéré pour sa beauté et faisait l'objet d'un culte rustique : une procession s'y rendait chaque année pour chasser les mauvais esprits.
Lors du procès de réhabilitation de Jeanne d'Arc (1450-1456), onze témoins parlent de cet arbre comme s'il s'agissait d'une information essentielle (Georges H. Parent).
En se rendant avec Charles VII de France à l'abbaye de Saint Basle, Jeanne d'Arc serait montée dans les branches d'un fau à Verzy et s'y serait assise. Vraie ou pas, l'anecdote témoigne du fourmillement de légendes qui a entouré pendant des siècles ces hêtres tortillards, qui restent encore aujourd'hui un mystère pour les scientifiques.

## Tourisme et perspectives
Les hêtres tortillards sont l'objet de soins depuis des décennies. Le site de Süntel, peu visité, s'enrichit de replantations sur greffes. Le site de Verzy appartient à l'ONF et de ce fait il reçoit des centaines de milliers de visiteurs par an qui ont été une menace pour la survie de la variété. Le chemin forestier a été dévié pour diriger le flot des visiteurs vers quelques dizaines de spécimens entourés de barrières. La  contrainte modérée apportée par le plan de protection est justifiée par le plaisir de transmettre ces beautés naturelles aux générations futures. Des panneaux explicatifs ont été posés et sensibilisent les promeneurs à l'importance de la sauvegarde d'un tel patrimoine naturel.
Une étude génétique réalisée entre 2018 et 2022 par INRAe en partenariat avec l'ONF, Moët & Chandon et LVMH, ainsi que d'autres partenaires scientifiques, a permis de mieux connaître ces arbres, et notamment de confirmer la proximité génétique des Faux avec leurs voisins non-tortillards. 
Le laboratoire de biologie végétale de l'Université de Reims a procédé à des micropropagations in vitro qui génèrent en totalité des tortillards replantables, alors que les graines germées n'en donnent que deux sur cinq en moyenne, et identifiables seulement après quelques années. La pépinière de Süntel vend des souches greffées de tortillards.
Dans le square des arènes de Lutèce, dans le 5e arrondissement de Paris, figure un individu de la même espèce, de deux mètres de haut, planté en 1905.

## Références dans la culture populaire

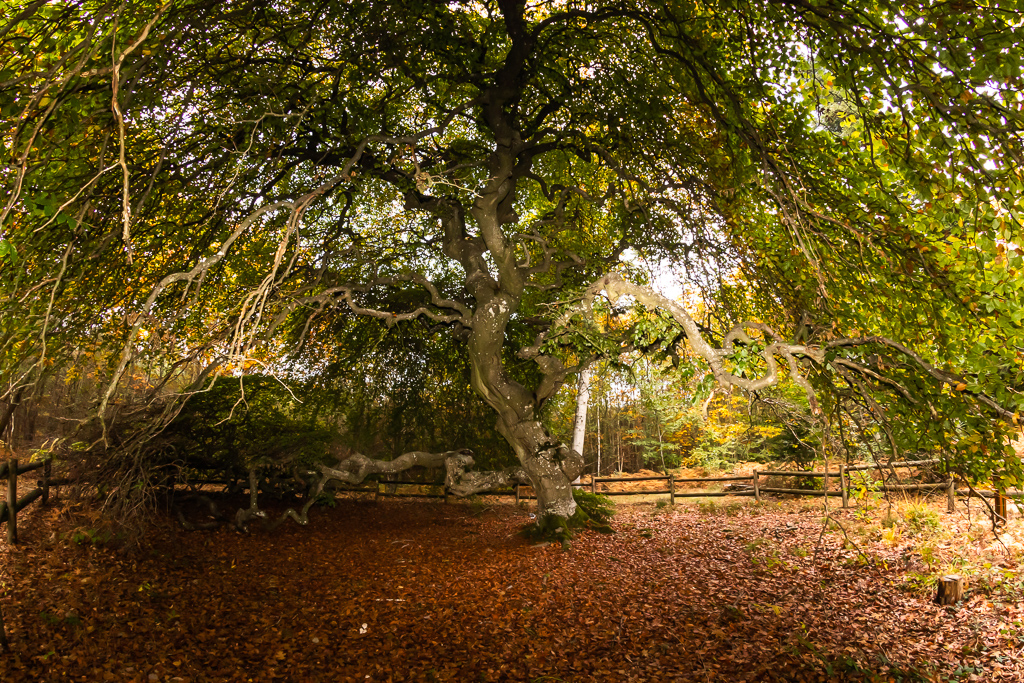
Fau de Saint Basle, Fau de Verzy.
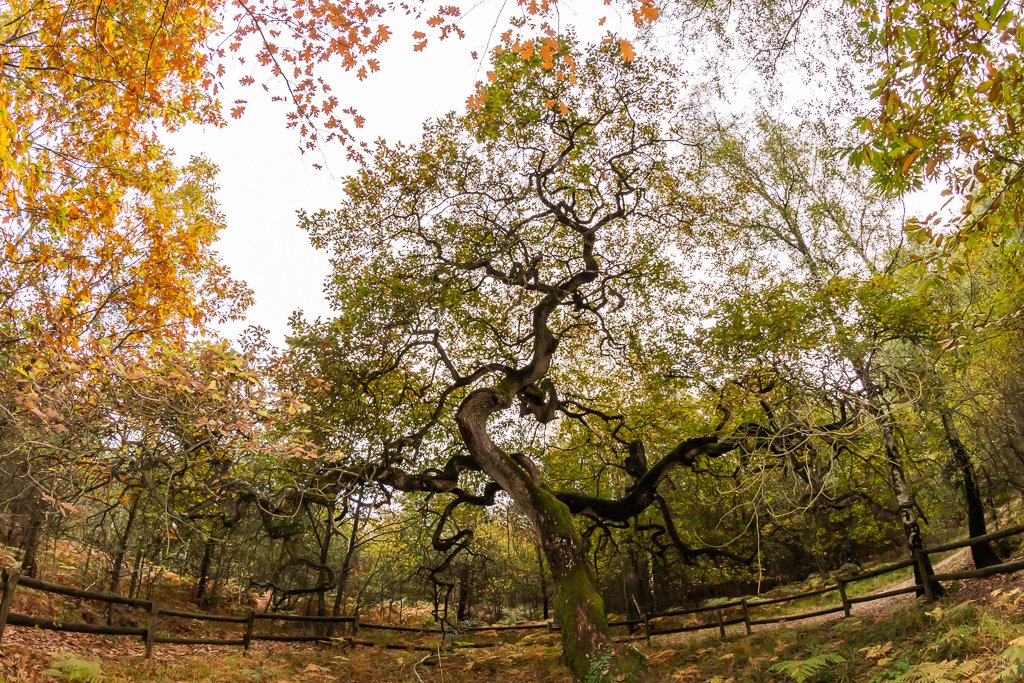
Le Chêne de Fau, Fau de Verzy.